# Kuchiki Byakuya
Kuchiki Byakuya (朽木 白哉 Hủ Mộc Bạch Tai) là một nhân vật hư cấu trong anime và manga Bleach sáng tác bởi Kubo Tite. Anh là đội trưởng của Đội 6 trong Gotei 13. Đội phó của anh là Abarai Renji.

## Phác thảo nhân vật
Byakuya là người đứng đầu đời thứ 28 của gia tộc Kuchiki, một trong 4 gia tộc lớn nhất ở Soul Society . Do vậy, Byakuya hành động theo phong cách quý tộc - anh dường như luôn luôn thanh thản và thờ ơ đối với người khác, ngay cả khi thực sự mâu thuẫn sâu sắc. Anh cũng cực kỳ bình tĩnh thậm chí ngay cả trong lúc chiến đấu và rất hiếm khi ngạc nhiên bởi ngay cả những hành động quyết liệt của cuộc chiến. Trớ trêu thay, khi Byakuya còn nhỏ, anh rất dễ bị chọc tức và là một người nóng nảy, theo ghi nhận của ông nội là Kuchiki Ginrei, tương tự như Aizen và Renji hiện nay.
Byakuya là một người tin tưởng mạnh mẽ vào pháp luật và trật tự. Là người đứng đầu của một trong những gia đình quý tộc lớn và là một đội trưởng trong Gotei 13, anh luôn luôn làm việc chăm chỉ cho một xã hội hòa bình. Anh nghĩ rằng nếu một người khác trong địa vị của anh mà không tuân theo các quy tắc như một ví dụ tốt, thì sẽ chẳng ai theo người đó nữa . Anh tin rằng để duy trì trật tự, tất cả các kẻ phá luật phải bị trừng phạt, thậm chí nếu điều đó đi ngược lại mong muốn của riêng mình. Mặc cho vẻ ngoài lạnh lùng và vương giả, nhưng Byakuya luôn quan tâm và bảo vệ những người quan trọng với anh, thậm chí còn đề cập đến Rukia là "niềm tự hào" của mình.
Byakuya khá nổi tiếng trong giới Shinigami nữ và được bình chọn là một trong các "Người đội trưởng mà chúng tôi thích chụp hình nhất" được tổ chức bởi Hiệp hội Phụ nữ Shinigami. Anh cũng rất thích hoa anh đào Nhật Bản, đi dạo trong đêm khuya, thức ăn có nhiều gia vị và chuối, nhưng lại không thích đồ ngọt. Giống như Aizen, Byakuya rất xuất sắc trong việc viết chữ thư pháp câu đối, dường như đây cũng là một sở thích của anh; anh được xem là ứng cử viên số một cho vị trí chủ tịch của hội những người thích viết thư pháp.
Byakuya mặc đồng phục đội trưởng tiêu chuẩn cùng với một miếng kẹp tóc màu trắng được gọi là kenseikan (tượng trưng cho cấp bậc cao quý của anh như là người đứng đầu của gia tộc Kuchiki) và một chiếc khăn quàng trắng, Tsujishirō Kuroemon III. Khăn quàng này được làm từ cây bạch đầu lụa màu trắng bạc (ginpaku kazahana no uzuginu) và là một vật gia truyền của gia đình lưu truyền qua nhiều thế hệ của người đứng đầu gia tộc Kuchiki. Bốn mươi lăm ngôi nhà có thể được xây dựng với chi phí của riêng chiếc khăn như vậy chỉ là một . Trong anime, khăn là một màu xanh lá cây cực kỳ nhẹ (tập 52 và 53).
Byakuya dường như có một mặt hài hước với mặc dù có tính cách đặc biệt nghiêm túc. Anh tham gia cuộc họp của các đội phó thế chỗ cho Abarai Renji lúc anh vắng mặt, nhưng cũng được gợi ý là tham gia luôn cả cuộc họp của Hiệp hội Phụ nữ Shinigami để thế chỗ cho Rukia lúc cô vắng mặt. Trong Shinigami Illustrated Picture Book của tập 153, anh nhận xét "Một phần trách nhiệm của đội trưởng là trách nhiệm của đội phó dưới quyền cũng phải xong". Khi Renji hỏi Byakuya nếu anh cũng đi vào họp với Rukia, Byakuya chỉ phản ứng chỉ bằng cách mỉm cười. Trong Shinigami Illustrated Picture Book của tập 113, Byakuya nói đùa bằng cách nhận xét rằng anh sử dụng Senbonzakura để cắt tóc của mình. Trong một trong những chương omake, Byakuya tuyên bố rằng cuộc sống nói chung không phải là để hỗ trợ cho giải trí, và thậm chí tạo ra một ý tưởng cho một trò chơi mà không có nghĩa là để được vui. Nó cũng thể hiện trong một chương omake rằng tài năng nghệ thuật của Byakuya là tương tự như của Rukia, nhưng với một số người khác thì lại là rất đẹp. Một trong các bản vẽ của anh là đại sứ rong biển. Tuy nhiên, Rukia nhìn thấy nó như là vẽ đẹp hơn so với của cô .

## Lịch sử
Ít được biết về lịch sử ban đầu của Byakuya. Khi ông nội của anh, Kuchiki Ginrei, vẫn là đội trưởng của Đội 6, Byakuya đã chuẩn bị để tiếp nhận vai trò lãnh đạo của gia tộc, mặc dù ông nội của anh lo lắng về tính hấp tấp và thái độ nóng tính của anh . Trong thời gian này, Shihōin Yoruichi hay chơi xỏ và dụ anh vào trò chơi rượt đuổi bằng cách sử dụng flash steps , với cô luôn là người thắng cuộc.
Khoảng 55 năm trước cốt truyện chính của Bleach , Byakuya kết hôn với Hisana, người vốn là thường dân từ Inuzuri, một trong những huyện nghèo nhất của Rukongai; do đó, anh đã phá vỡ quy tắc bằng cách chấp nhận cô vào gia đình Kuchiki cao quý. Một thời gian ngắn trước khi chết do bệnh tật, Hisana nhờ Byakuya tìm kiếm, nhận nuôi, và bảo vệ em gái sinh đôi của cô, Rukia, người mà cô đã bỏ rơi khi còn là một đứa trẻ. Cô cũng làm cho anh hứa hẹn rằng anh sẽ không tiết lộ cho Rukia về gia đình thực sự của cô, vì Hisana tin rằng bằng cách từ bỏ Rukia khi còn nhỏ, cô không xứng đáng được gọi là chị gái của Rukia.
Một năm sau đó, trong thời gian Rukia ở học viện, Byakuya tìm thấy và ngay lập tức nhận cô vào gia tộc Kuchiki. Bằng việc nhận nuôi cô, Byakuya tôn trọng ước muốn cuối cùng của vợ, nhưng đã phá vỡ quy tắc của gia tộc của mình một lần nữa. Sau đó anh đã thề trên mộ của cha mẹ rằng anh sẽ không bao giờ phá vỡ các quy tắc một lần nữa, cho dù đó là vấn đề gì đi chăng nữa. Kết quả là, anh, mặc cho vẻ ngoài hoàn toàn thờ ơ, thực sự là vô cùng mâu thuẫn với việc xử tử Rukia. 
Nếu anh can thiệp, nó sẽ đòi hỏi phải phá vỡ lời hứa với cha mẹ và các quy tắc một lần nữa; nhưng nếu không làm gì thì anh sẽ không thể thực hiện lời hứa cuối cùng với người vợ đã mất của mình là bảo vệ Rukia như là em gái của anh.
Đó là ngụ ý rằng Kuchiki Byakuya trở thành đội trưởng của Đội 6 khoảng 50 năm trước cốt truyện Bleach chính (ngay trước khi Rukia gia nhập Gotei 13) . Ichimaru Gin trở thành đội trưởng của Đội 3 cùng một lúc, và Gin sẽ thường bắt đầu các cuộc đàm thoại vô nghĩa với Byakuya trong thời gian họ đi ngang nhau. Có vẻ như là Gin làm điều này để khiến chọc Byakuya và làm cho anh cảm thấy khó chịu.

## Cốt truyện tổng quan
Byakuya đầu tiên xuất hiện trong nhiệm vụ với đội phó của mình, Abarai Renji, để bắt giữ Kuchiki Rukia và giết Kurosaki Ichigo. Họ thành công trong việc bắt giữ Rukia và đã có thể dễ dàng giết Ichigo nếu không có sự can thiệp của Rukia. Byakuya sau đó ngăn chặn nỗ lực của Shiba Ganju và Hanatarō Yamada để giải cứu Rukia và sau này là cả Renji. Sau đó, anh giao tranh với Ichigo trong một trận chiến mở rộng nơi với cả hai sử dụng bankai của họ. Tuy nhiên, do ichigo thiếu kinh nghiệm với phiên bản bankai mới của mình và Byakuya chuyển sang một hình thức bankai mạnh mẽ buộc Ichigo vào thế bất lợi, với sự xuất hiện tạm thời của hollow nội tâm của Ichigo. Với hollow nội tâm của Ichigo bị khuất phục, cả hai sử dụng tất cả các sức mạnh còn lại của họ vào cuộc tấn công cuối cùng, kết quả thanh kiếm Byakuya tạm thời bị gạy trong khi Ichigo sử dụng tất cả năng lượng của mình và ngã xuống. Byakuya thông báo cho Ichigo rằng kẻ thù "thực sự" không phải là anh mà là "luật pháp" của Soul Society. Byakuya từ bỏ chiến đấu và hứa hẹn rằng anh sẽ không bắt giữ Rukia một lần nữa. Sau đó, khi Sōsuke Aizen ra lệnh cho Ichimaru Gin giết Rukia, Byakuya kéo cô ra khỏi cuộc tấn công và bị thương. Trong thời gian chữa trị, Byakuya nói với Rukia tại sao cô được nhận nuôi, xin lỗi với cô và cảm ơn Ichigo. Sau đó, thái độ của v đối với Rukia thay đổi đáng kể. Anh được xem là chăm sóc cho Rukia một cách gián tiếp và hiển thị một cái nhìn mới về ý tưởng là luật pháp không bao giờ là hoàn hảo. Tuy nhiên, anh vẫn còn nhìn nhận Ichigo với thái độ khinh thị.
Khi mối đe dọa của Bount gây tổn hại cho Soul Society trở nên nghiêm trọng, Byakuya sử dụng hồ sơ của gia tộc Kuchiki để đạt được thông tin về các Bount cho Yamamoto. Byakuya, giúp đỡ Rukia trong trận chiến với Yoshi, cố gắng tìm kiếm nhà lãnh đạo Bount là Kariya Jin. Cả hai gặp nhau, và tham gia trong một trận chiến bị gián đoạn bởi Ichigo và sau đó là Rantao. Trong chương Zanpakutō Unknown Tales độc quyền cho anime, Byakuya phản bội Soul Society và liên kết với Zanpakutō nổi loạn Muramasa, người đã khiến các zanpakutō của Shinigami, bao gồm Senbonzakura của Byakuya thoát khỏi sự kiểm soát của chủ và gây ảnh hưởng lên họ. Anh nói lý do của mình làm như vậy là để duy trì niềm tự hào của mình; tuy nhiên, câu chuyện sau đó tiết lộ rằng ý định thực sự của Byakuya là được ở gần Muramasa để anh có thể xác định vị trí và giết chủ của Muramasa là Rikichi Kōga, người làm mất danh dự của gia tộc Kuchiki.
Byakuya xuất hiện lại để mang nhóm của Hitsugaya Tōshirō trở về theo lệnh của Yamamoto gần cuối của Arrancar Arc nhưng lại bí mật cho phép Rukia và Renji để hỗ trợ việc giải cứu Orihime. Anh giải thích rằng mình chỉ được lệnh để đưa họ quay lại Soul Society và những gì họ chọn để làm sau đó là không phải mối quan tâm của anh, mặc dù Ichigo và Rukia nghi ngờ anh có ý định khác. Byakuya xuất hiện sau đó trong Hueco Mundo để cứu Rukia từ Espada số 7, Zommari Ruroux. Sau một cuộc đụng độ nhanh chóng bằng cách sử dụng tốc độ của họ, mà trong đó Byakuya chứng minh là vượt trội hơn, Zommari giải phóng zanpakutō của mình và kiểm soát bộ phận cơ thể của Byakuya. Khi Byakuya cắt gân chân và tay trái để phủ nhận hiệu ứng, Zommari chuyển sự chú ý của mình sang Rukia, kiểm soát cơ thể của cô và buộc cô dùng zanpakutō của riêng mình kề vào cổ của mình. Byakuya sử dụng một phép gây mù để ngăn chặn chuyển động của Rukia, sau đó kích hoạt bankai và nhận chìm Zommari với hàng triệu lưỡi kiếm do nó tạo ra. Zommari sống sót cuộc tấn công, nhưng nhận ra mình bất lực trước Byakuya. Ông cáo buộc niềm tự hào quý tộc của Byakuya và tất cả các Shinigami, tuyên bố rằng họ "giết hollow như thể nó là quyền thừa kế của họ", xét thấy hành động của Byakuya là bất công. Về điều này, Byakuya trả lời rằng anh sẽ giết Zommari, không vì "giao thức Shinigami ", nhưng vì Zommari muốn giết Rukia. Zommari bị giết chết bằng một đòn tấn công duy nhất từ lưỡi kiếm của Byakuya. Một khi Rukia được hồi sinh, Byakuya bảo cô nghỉ ngơi cho trận chiến quan trọng hơn sắp tới, và từ chối điều trị từ đội phó, đội trưởng của Đội 4 và sĩ quan thứ 7 cho đến khi Rukia hoàn toàn được chữa lành. Sau đó anh xuất hiện để cứu Ichigo trong cuộc chiến chống lại Espada Cero Yammy bằng cách sử dụng phép Kido để gây thiệt hại cho Yammy, và sau đó tiếp tục tham gia chiến đấu cùng với Kenpachi Zaraki. Khi có vẻ như rằng Byakuya và Kenpachi sắp sửa đánh bại Yammy, hắn trải qua một sự chuyển biến khổng lồ mới. Byakuya và Kenpachi cuối cùng thành công trong việc đánh bại Yammy nhưng cũng bị một số chấn thương trong quá trình.
Mười bảy tháng sau đó, Byakuya và một số Shinigami cao cấp xuất hiện trước Ichigo trong thế giới con người sau khi anh bị cướp Fullbring và bị đâm bởi Rukia. Đó là tiết lộ rằng Byakuya và Shinigami chuyển một phần sức mạnh của họ vào lưỡi dao đâm Ichigo để anh có thể lấy lại sức mạnh Shinigami bị mất của mình.

## Khả năng
Là một đội trưởng của Gotei 13, Byakuya có tay nghề cao trong tất cả các hình thức chiến đấu của Shinigami. Để phù hợp với vị trí của mình,Byakuya có thể đánh bại đối thủ ở cấp đội trưởng mà không cần nỗ lực nhiều.
Một trong số những lưu ý đặc biệt về khả năng của Byakuya là tốc độ: anh rất thành tạo trong việc sử dụng của shunpo (flash step) vì được đào tạo (nhưng chưa bao giờ vượt qua được) với Shihōin Yoruichi . Yoruichi cũng dạy cho Byakuya một số kỹ thuật sáng tạo riêng của cô liên quan đến flash step, trong đó có một kĩ thuật được gọi là utsusemi (空蝉, nghĩa là. vỏ ve sầu rỗng, tham khảo đến việc lột xác của ve sầu), cho phép Byakuya di chuyển ra khỏi con đường nguy hiểm trong khi để lại một bóng dáng phía sau. Một trong những kỹ thuật ưa thích của Byakuya, được mô tả bởi Renji, là senka (闪花, nghĩa là. Flash Blossom), một flash step kết hợp với một vòng quay để nhanh chóng di chuyển phía sau đối phương, theo sau bởi một sự kết hợp của hai đột phá nhanh chóng tiêu diệt dây xích linh hồn và linh hồn ngủ của đối thủ chỉ trong một chuyển động, phá hủy sức mạnh của họ  Anh đã đánh bại Ichigo trong cuộc gặp gỡ đầu tiên của họ chỉ với kỹ thuật này. Trong trận đấu với Zommari Leroux, anh vẫn có thể để duy trì sự điềm tĩnh và chiến đấu của mình ở tốc độ đầy đủ, mặc dù bị buộc phải cắt dây chằn ở chân và cánh tay trái để ngăn chặn Zommari kiểm soát chúng.
Byakuya có kiến thức sâu rộng về các phép thuật kidō ở cấp độ cao và có khả năng dùng phép số 81 mà không cần đọc câu thần chú của nó . Anh cũng chuyên nghiệp sử dụng chúng trong chiến lược, như phá vỡ chuyển động bankai của Renji với phép tạo lửa đúng lúc và làm hư hại cánh tay phải của Ichigo bằng cách sử dụng một phép ở mức độ tia chớp thấp để đốt cháy một lỗ thông qua vai của Ichigo .

### Senbonzakura
- Linh hồn: Lồng tiếng bởi: Hirakawa Daisuke

Zanpakutō của Kuchiki Byakuya là Senbonzakura (千本桜 Thiên Bản Anh, nghĩa là "ngàn hoa anh đào"). Shikai của nó được kích hoạt bởi lệnh "phân tán" (散れ chire). Trong bộ manga tiếng Anh, cụm từ được dịch khác; tại bắt đầu của vol 14, nó được dịch là "chết", mặc dù sau đó trong cùng vol từ "phân tán" được sử dụng thay thế. Khi xuất hiện trong Zanpakutō Unknown Tales arc của anime, Senbonzakura giống như một người đàn ông đeo mặt nạ trong áo giáp samurai với trang trí nửa hoa anh đào trên mũ trụ của mình.
Trong dạng Shikai của nó, lưỡi kiếm của Senbonzakura chia tách thành hàng ngàn mảnh, cánh hoa như dao. Phiên bản này có thể bị chặn lại trước khi nó hoàn thành, chẳng hạn như khi Shihōin Yoruichi bọc lưỡi kiếm trong vải trong cuộc chiến ngắn của Byakuya với Ichigo. Trong khi lưỡi kiếm quá nhỏ để xem một cách bình thường, chúng phản chiếu ánh sáng và xuất hiện như cánh hoa anh đào. Byakuya có thể kiểm soát các cánh hoa để cho phép mình cắt nhỏ đối thủ ở khoảng cách xa và vượt qua gần như bất kỳ sự phòng thủ nào. Trong khi Byakuya có thể kiểm soát các cánh hoa với tâm trí, bằng cách sử dụng bàn tay của mình đã cho phép anh làm cho chúng hiệu quả hơn, làm cho lưỡi kiếm di chuyển nhanh gấp 2 lần.

Tầm nhìn bên trong (xem hình ảnh trên) và tầm nhìn bên (ảnh dưới) của Senbonzakura bankai, dạng senkei.

Bankai của Byakuya, tên Senbonzakura Kageyoshi (千本桜景厳 Thiên Bản Anh Ảnh Ngiêm, nghĩa đen là "Vibrant Display of a Thousand Cherry Blossoms"), về bản chất là một phiên bản lớn hơn của Senbonzakura shikai. Để kích hoạt nó, Byakuya thả thanh kiếm của mình. Thanh kiếm đi qua mặt đất và hai hàng lưỡi kiếm khổng lồ vươn lên từ mặt đất. Chúng sau đó phân tán thành hàng triệu lưỡi kiếm nhỏ. Số lượng lưỡi kiếm là rất nhiều đủ để Byakuya có thể sử dụng chúng cho phòng thủ và tấn công cùng một lúc. Anh thường đua chúng vào các khối lượng lớn các lưỡi kiếm để đè bẹp đối thủ . Giống như shikai, đòn tấn công của nó được kích hoạt với cụm từ "phân tán".
Bankai của Byakuya có nhiều hình thức, đạt được bằng cách sắp xếp các lưỡi kiếm trong các mô hình khác nhau. Cúng được kích hoạt bằng cách nói tên của các kỹ thuật được nối tiếp bởi tên của bankai. Mỗi hình dạng trình bày một lợi thế khác nhau, chẳng hạn như tăng sức tấn công với phòng thủ giảm dần.
Hình thức tấn công của Byakuya là "cảnh thảm sát"/Tiêm Cảnh (殲景 senkei, Viz: "hủy diệt"), trong đó hợp nhất các cánh hoa rải rác vào thanh kiếm hoàn chỉnh dưới hình thức của những thanh kiếm đứng thẳng hàng xung quanh Byakuya và đối thủ của anh. Trong hình dang này, Byakuya từ bỏ khả năng phòng của lưỡi kiếm và tập trung vào việc giết chết kẻ thù. Trong khi Byakuya có thể kiểm soát những thanh kiếm này như thanh kiếm thường dùng, anh thường tấn công chỉ với một tay. Anh cũng phát biểu trong trận đấu với Ichigo rằng anh thường chỉ cho senkei cho những người mà anh thề "giết bằng tay của mình" và Ichigo là người thứ hai nhìn thấy điều này . Sau khi làm bất động một đối thủ, anh có thể gọi các lưỡi kiếm khác để tấn công trong khi họ đang bị mắc kẹt. Anh cũng có thể sử dụng tất cả các lưỡi kiếm cùng một lúc cho một cuộc tấn công vô cùng mạnh mẽ. Byakuya chứng minh rằng Senkei cũng có thể được sử dụng như một rào cản để bảo vệ những người bên trong từ một loạt các cú bắn Cero. Anh cũng hiển thị khả năng kích hoạt Kageyoshi từ bên trong Senkei, đập vỡ tất cả các hàng kiếm cùng một lúc .
Để áp đảo phòng thủ của đối thủ, Byakuya có thể sử dụng "cảnh then chốt"/(Hàng Cảnh (吭景 gōkei). Điều này gắn tất cả ccac1 thanh kiếm thành một hình cầu xung quanh đối thủ, mà sau đó sụp đổ từ mọi góc độ có thể, để lại không có điểm mù và không có cơ hội trốn thoát .
Là một cuộc tấn công cuối cùng, anh có thể sử dụng "cảnh cuối cùng"/(Chung Cảnh (終景 shūkei, Viz: "tầm nhìn cuôi"). Điều này ngưng tụ mỗi một trong những thanh kiếm của anh vào một thanh kiếm duy nhất, tăng sức mạnh cắt của nó. Lưỡi kiếm sẽ xuất hiện hào quang sáng trắng có dạng của một con rồng, mang tên Bạch Đế Kiếm/"kiếm hoàng gia trắng" (白帝剣 hakuteiken, Viz: "kiếm hoàng đế trắng"). Byakuya cũng phát triển đôi cánh màu trắng tinh khiết và vòng tròn giống hào quang ở phía sau, đều làm bằng linh lực ,

## Đánh giá
Byakuya xếp hạng 7 trong các cuộc thăm dò sự phổ biến gần đây nhất với 4.010 phiếu bầu, hơn Inoue Orihime 35 phiếu . Dan Woren, diễn viên lồng tiếng Anh của Byakuya, thích cách nhân vật của mình có thể để đối phó với mọi thứ trong khi vẫn bình tĩnh. Ông cũng lưu ý nhu cầu của Byakuya dính vào các quy tắc nhưng tìm thấy nó bi thảm do thực tế Byakuya trở nên quyết tâm xử tử Kuchiki Rukia, em gái của mình .
IGN ca ngợi lỗi nhân vật và sự trái ngược của nhân vật với Ichigo được thể hiện trong cuộc chiến của họ, nói rằng "vấn đề của anh ta... là anh ta kiêu ngạo." Trận chiến được "thực hiện tốt hơn bởi thực tế rằng hai nhân vật có cá tính khác nhau và họ dường như đưa ra những cái tốt nhất của nhau." Việc Byakuya thiếu tính phản diện cũng như vai trò đối kháng cũng được ca ngợi; trong cùng nhận xét, IGN nói Ichigo và Byakuya là "chỉ là hai người chiến đấu cho những gì họ nghĩ là đúng. Ichigo cho tình bạn, và Byakuya cho danh dự và niềm tự hào của Soul Society. Thay vì là trận chiến giữa xấu và tốt, nó trở thành về việc giữa danh dự và quy tắc cái nào nên đến đầu tiên trước khi cứu một người bạn"  Vào cuối của arc Soul Society, khoảnh khắc cho thấy những thay đổi trong nhân vật của Byakuya đã được báo trước nên là một trong số "hay nhất trong tập phim"; IGN viết "trong khi Byakuya đã thay đổi, anh vẫn giữ một số truyền thống của Soul Society."